# Ulan-Udė
Ulán-Udė (russo: Ула́н-Удэ́, AFI: [ʊˈlan ʊˈdɛ]; buriato: Улаан Үдэ, Ulaan Üdè, letteralmente “Uda rossa”) è una città della Russia orientale, situata nella Siberia meridionale sul fiume Uda, tributario del Selenga. È la capitale della Buriazia e la terza città in ordine di grandezza della Russia orientale. 
In base al censimento del 2010 la popolazione è di 404 426 abitanti mentre nel censimento del 2002 si attestava a 359 390 abitanti.

## Storia

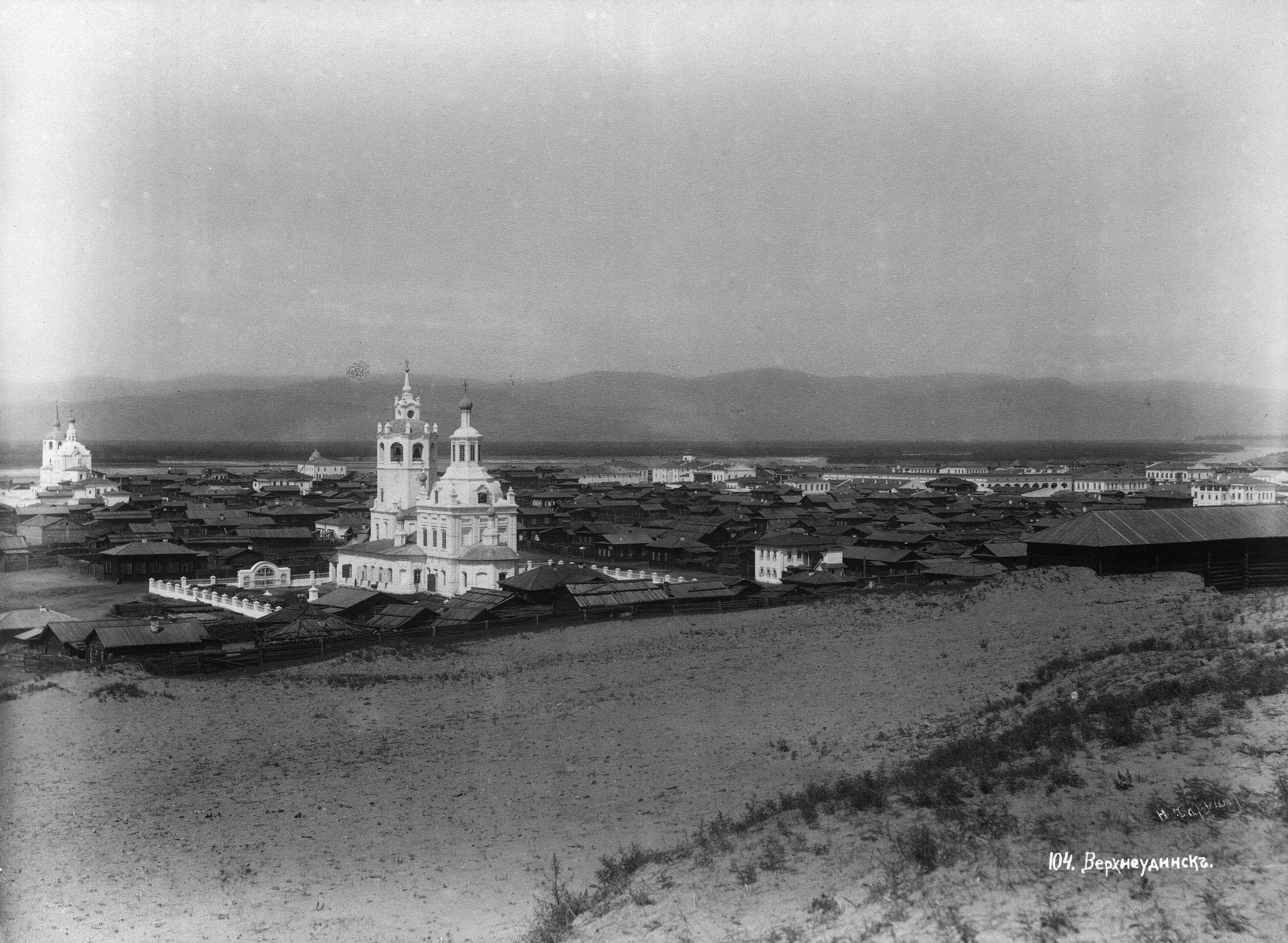
Verchhneudinsk nel 1890 circa.

I primi a stabilirsi nell'area furono gli Evenchi seguiti dai Buriati. Nel 1666 i cosacchi vi fondarono una fortezza che battezzarono Udinskoe (Удинское) dal nome del fiume su cui sorgeva, l'Uda. Grazie alla favorevole posizione geografica si sviluppò come un importante centro di commercio tra l'ovest e l'est della Russia, la Cina e la Mongolia e a partire dal 1690 divenne il centro amministrativo della regione della Transbajkalia.

La famosa statua della testa di Lenin (la più grande al mondo) nella piazza centrale della città.

Intorno al 1735 l'insediamento cambiò nome in Udinsk (Удинск) e nel 1775 gli venne conferito lo statuto di città. Nel 1783 fu ridenominata Verchneudinsk (Верхнеудинск), cioè "Udinsk Superiore", per distinguerla dalla città di Nižneudinsk ("Udinsk Inferiore") situata su un altro fiume dal medesimo nome. Nel 1878 la città venne quasi completamente ricostruita a seguito di un devastante rogo. Nel 1900 viene raggiunta dalla ferrovia Transiberiana che ne causa un'esplosione demografica: la popolazione che era di appena 3.500 anime nel 1880 raggiunge le 126.000 nel 1939. 
Tra il 1917 e il 1924 fu teatro di scontri nell'ambito della guerra civile russa. A partire dal 6 Aprile 1920 Verchneudinsk è la capitale della Repubblica dell'Estremo Oriente (Дальневосточная Республика), sostituita dalla città di Čita nell'ottobre dello stesso anno; sarà uno stato indipendente sino al novembre 1922.
La città prese il nome definitivo di Ulan-Udė, che in buriato significa "Uda rossa", il 27 luglio 1934. Nel 1955 viene inaugurata la ferrovia Transmongolica che collega Ulan-Udė a Ulan Bator in Mongolia e alla rete cinese. La popolazione cittadina cresce ulteriormente fino a raggiungere le 174.000 unità nel 1959, mentre la città vede lo sviluppo di un importante polo industriale che accoglie fabbriche di locomotori e automobili, vetrerie, raffinerie di zucchero, opifici tessili, stabilimenti di conserve alimentari. Nel 1971 venne inaugurato nella piazza principale il colossale monumento a Lenin, divenuto un'icona della città.
Dal 2015 è la meta finale del Mongol Rally.

## Infrastrutture e trasporti
Ulan-Udė è un importante nodo ferroviario, punto di incontro della ferrovia Transiberiana e della ferrovia Transmongolica. Vi è presente la fabbrica Mil che produce gli elicotteri militari Mil Mi-8.

### Mobilità urbana
La città possiede un'estesa rete tranviaria che attraversa gran parte delle zone urbane.

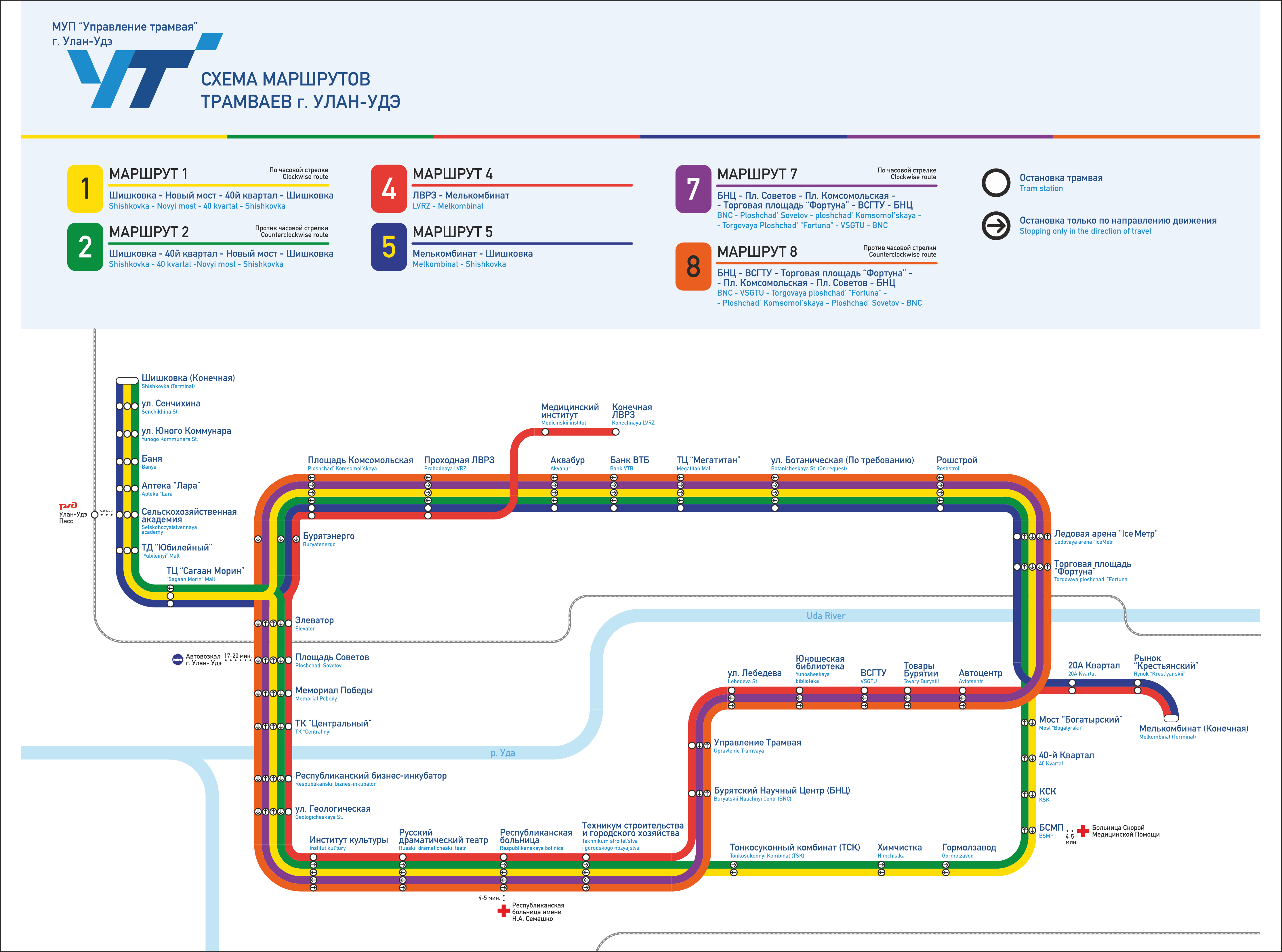
La mappa della rete tranviaria
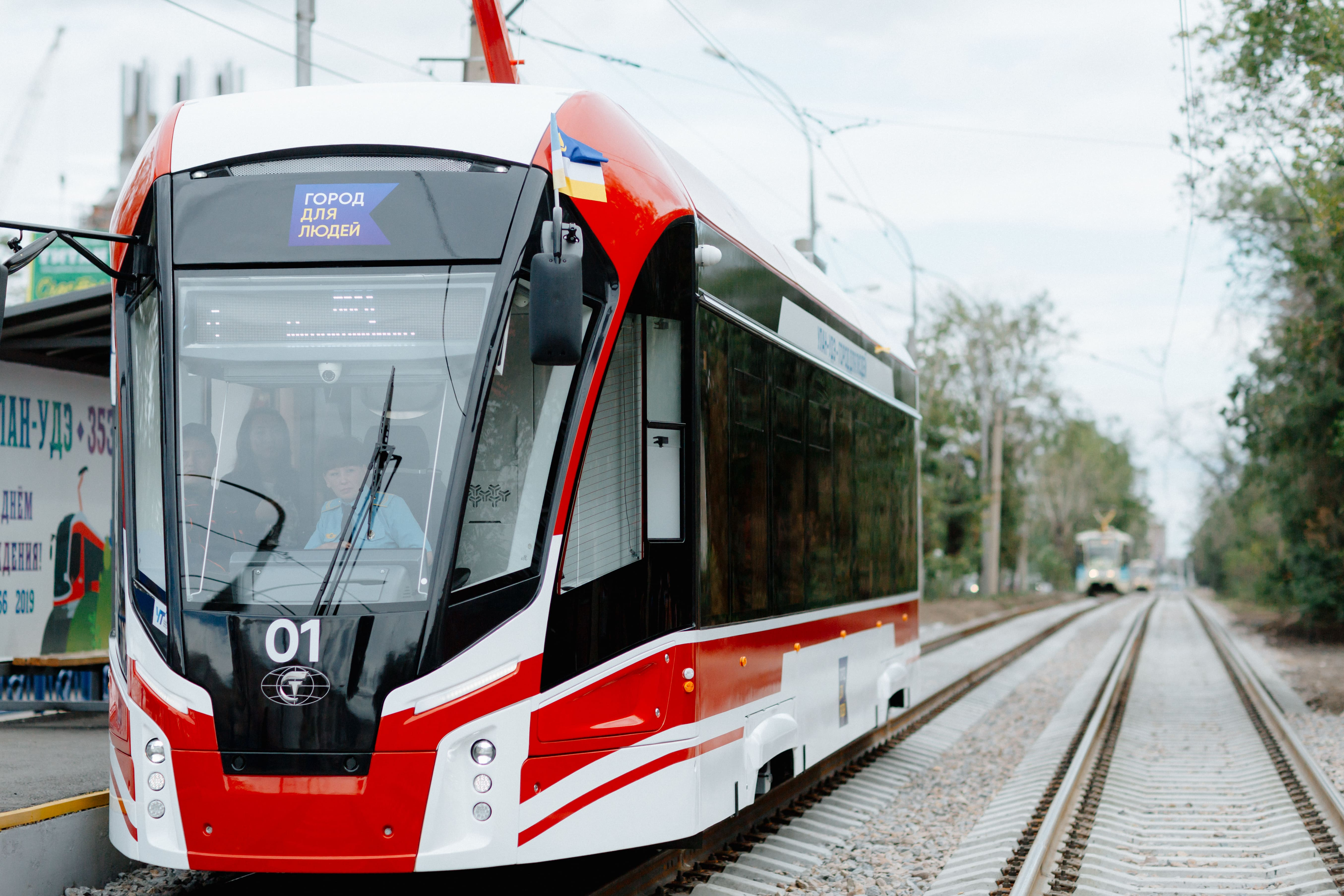
I nuovi tram
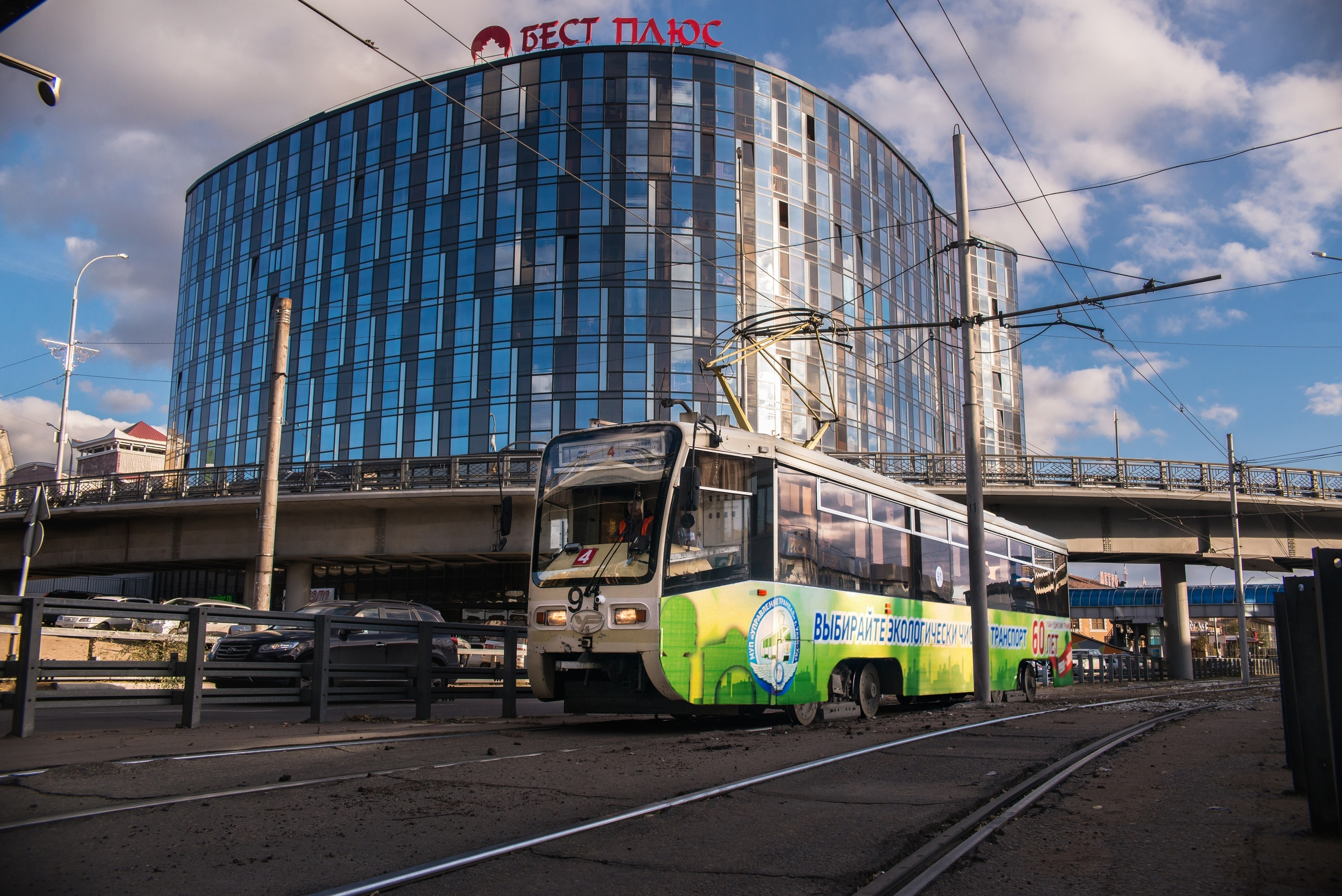
La linea tranviaria inserita lungo i viali principali della città

## Società

### Evoluzione demografica
Secondo il censimento del 2010, 404.426 persone vivevano a Ulan-Udė. Erano 359.391 nel censimento del 2002. In termini di popolazione, è la terza città più grande della Siberia orientale.
| Anno        | 1923   | 1926   | 1939    | 1959    | 1970    | 1979    | 1989    | 2002    | 2010    | 2017    |
| ----------- | ------ | ------ | ------- | ------- | ------- | ------- | ------- | ------- | ------- | ------- |
| Popolazione | 21.600 | 28.900 | 125.700 | 174.300 | 253.600 | 299.800 | 352.530 | 374.854 | 404.426 | 431.922 |

La composizione etnica della città nel 2010 era composta da:
Russi: 62,1%
Buriati 31,9%
Ucraini: 0,6%
Tartari: 0,5%
Altri: 4,9%
La città è il centro del buddhismo tibetano in Russia.